# Rupert von Deutz

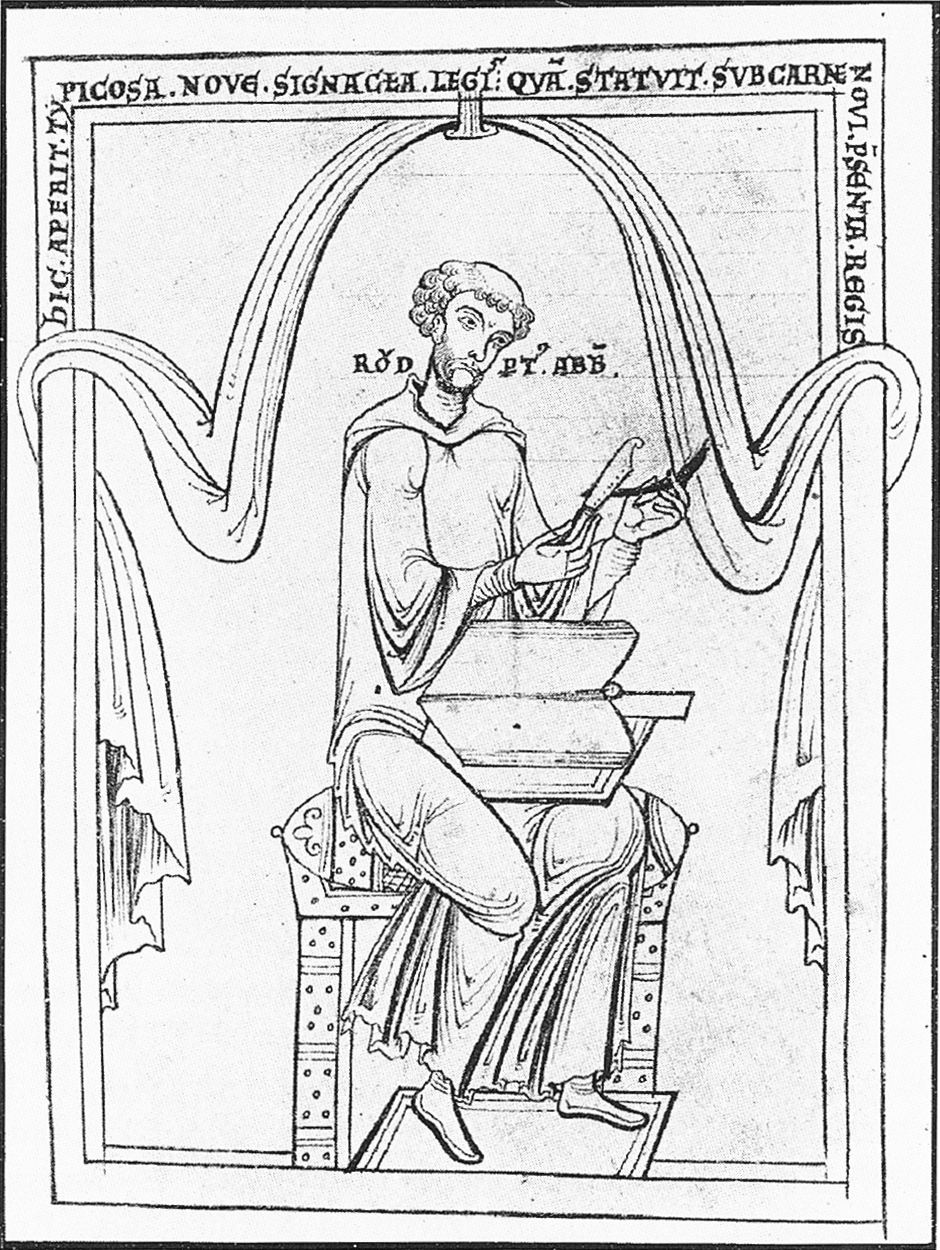
Rupert von Deutz in einer Federzeichnung aus der Handschrift Bayerische Staatsbibliothek Clm 14355, fol. 1v

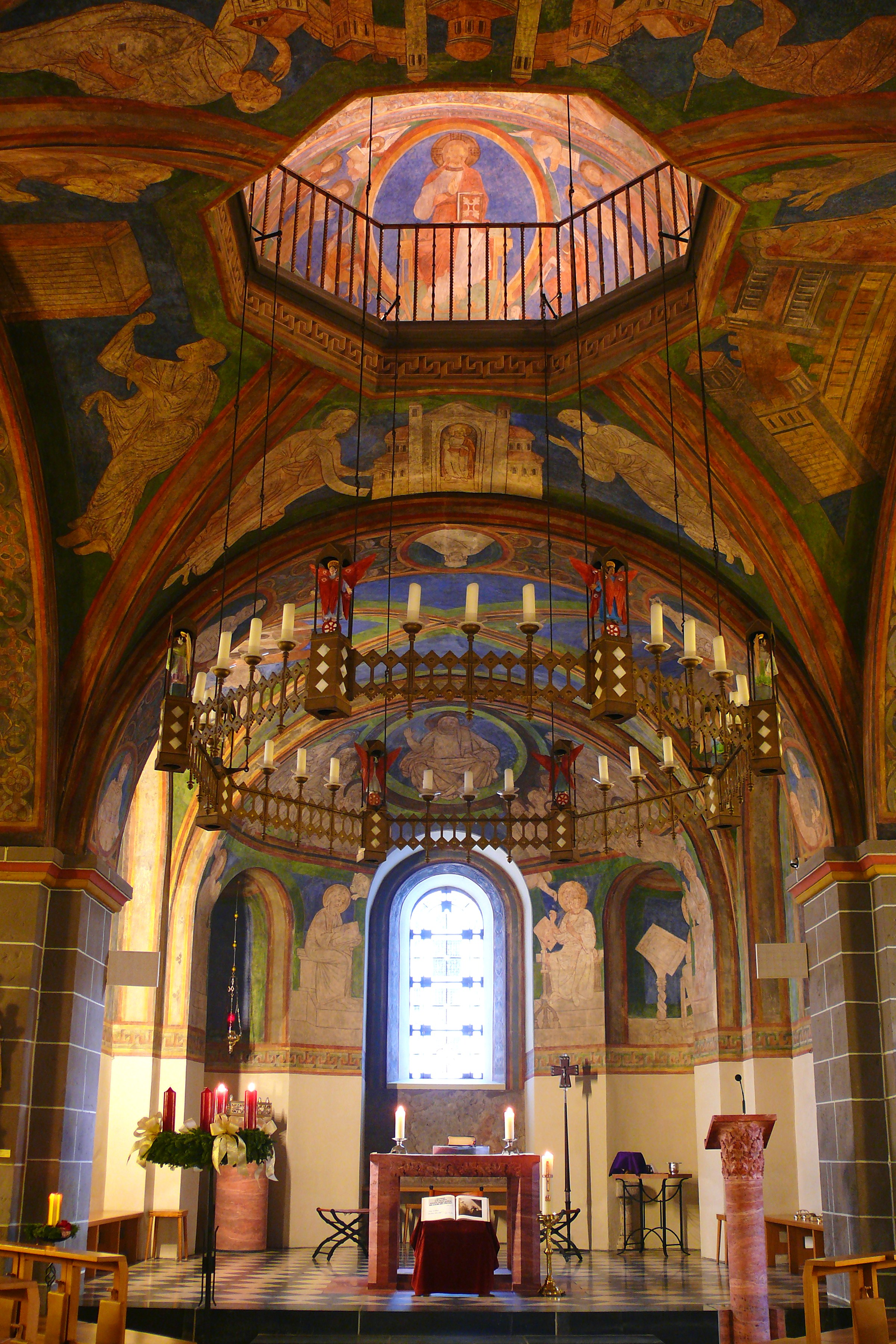
Chor der Doppelkirche St. Maria und St. Clemens (Schwarzrheindorf). Die Theologie des Christuszyklus der romanischen Innenausmalung (um 1180) wurde von Rupert von Deutz inspiriert.

Rupert von Deutz OSB (auch Rupertus Tuitiensis; seltener: Robert von Deutz; * um 1070 im Raum Lüttich; † 4. März 1129 in Deutz) war ein Exeget, Mystiker und Liturgiekommentator.

## Leben
Im Kindesalter wurde Rupert als Donate an das Benediktinerkloster St. Laurentius in Lüttich übergeben. Aufgrund der Wirren des Investiturstreites und daraus resultierender Probleme empfing er erst mit ca. 35 Jahren die Priesterweihe. Seine vor dieser Zeit entstandenen kleineren Schriften wie Heiligenlegenden und geistliche Dichtungen sind größtenteils nicht überliefert.
Von ca. 1110 bis zu seinem Tod 1129 verfasste er ein immenses literarisches Werk, das viele Theologen des 12. Jahrhunderts vor allem im deutschsprachigen Bereich maßgeblich beeinflusste.
Vor den Angriffen seiner dogmatischen Gegner zog sich Rupert ca. 1113 in das Kloster Michaelsberg in Siegburg zurück und wurde 1120 Abt des Klosters St. Heribert in Deutz (Köln), wo er 1129 starb. Rupert kommentierte fast die ganze Bibel. Auf dogmatische, ordensrechtliche oder hagiographische Themen ging er nur vereinzelt in kleineren Schriften ein. Besondere Popularität erreichte sein heilsgeschichtliches Epos De victoria Verbi Dei. Die allegorische und typologische Auslegung der Heiligen Schrift erfuhr mit Rupert ihren Höhepunkt. Sein Kommentar zum Buch Ezechiel wurde zur theologischen Grundlage der Ausmalung der Kirche zu Schwarzrheindorf.
Unter seinen Kommentaren stehen diejenigen zur Apokalypse und zum Hohenlied in nächster Beziehung zu seiner Mystik. Weitere wichtige Schriften sind seine Kommentare zum Johannes- und Matthäusevangelium, zu den kleinen Propheten, ein Kommentar zur Liturgie der Messe und des Kirchenjahres sowie seine beiden Trinitätsschriften De sancta trinitate et operibus eius und De glorificatione trinitatis et processione spiritus sancti.

## Werke
Weitgehend verloren ist ein Jugendwerk, ein Hymnenbuch aus der Zeit, bevor seine enorme Produktivität einsetzt. Erwähnt in seinem Matthäuskommentar (Corpus Christianorum, Cont. Med., Bd. 29, ed. Hraban Haacke), Buch 12, S. 380, wo ein einziger Hymnus daraus zitiert wird.
Werkverzeichnisse sind meist beschränkt auf seine theologisch-kontemplativen Werke, zusätzlich hinzuzuziehen ist:
- Geschichtsquellen des deutschen Mittelalters[2]
- De victoria verbi Dei. Anton Sorg, Augsburg 1487 (Digitalisat)
- Jacques Paul Migne (Hg.): Patrologia Latina, Bände 167–170.
- Corpus Christianorum, Continuatio Medievalis, Bände 7, 9, 21–24, 26, 28, 29, Brepols, Turnhout.
- R.D.D. Rvperti Abbatis Monasterij S. Heriberti Tvitiensis Ordinis D. Benedicti, Viri longe doctissimi, summiq[ue] inter veteres theologi, Opera Quotquot hactenus haberi potuerunt, auctiora quam antea. Cvm Dvobvs Indicibvs: priore rerum et verborum posteriore locorum S. Scripturae. Mylius, Mogvntiae 1631. Digitalisierte Ausgabe der Universitäts- und Landesbibliothek Düsseldorf
- Walter Berschin: Os meum aperui. Die Autobiographie Ruperts von Deutz. Köln 1985 (Diese sog. Autobiographie integrierte Rupert als Buch XII in seinen Kommentar zum Matthäusevangelium, siehe Corpus Christianorum, Continuatio Mediaevalis, Bd. 2, S. 363–396).
- Martijn Schrama: The office in honour of saint Augustine: An unknown work of Rupert of Deutz. In: Augustiniana 54 (2004), S. 589–651.
- Herbert Grundmann: Der Brand von Deutz 1128 in der Darstellung Abt Ruperts von Deutz. In: Deutsches Archiv für Erforschung des Mittelalters 22 (1966), S. 358–471 (Edition des Berichts S. 441–471).